# Ariane 2
Ariane 2 – trzecia rakieta z rodziny rakiet nośnych Ariane zaprojektowanych i używanych przez Europejską Agencję Kosmiczną, powstała w celu zastąpienia rakiety Ariane 1. Wykorzystywała dwie wyrzutnie w kosmodromie Kourou: ELA-1 (5 startów) i ELA-2 (1 start). Pierwszy start zakończył się niepowodzeniem, w kolejnych rakieta wyniosła na orbitę 5 satelitów. Stanowiła podstawę dla mocniejszej rakiety Ariane 3, która posiadała dodatkowe dwie małe rakiety pomocnicze typu PAP zamocowane do najniższego członu.

## Starty
1. 31 maja 1986, 00:53 GMT; miejsce startu: kosmodrom Kourou (ELA-1), Gujana Francuska
Ładunek: Intelsat 5A 14; Uwagi: start nieudany – awaria silnika trzeciego członu, rakietę zniszczyła kontrola bezpieczeństwa.
2. 21 listopada 1987, 02:19 GMT; miejsce startu: kosmodrom Kourou (ELA-2), Gujana Francuska
Ładunek: TV-Sat 1; Uwagi: start udany
3. 17 maja 1988, 23:58 GMT; miejsce startu: kosmodrom Kourou (ELA-1), Gujana Francuska
Ładunek: Intelsat 3A F-13; Uwagi: start udany
4. 28 października 1988, 02:17 GMT; miejsce startu: kosmodrom Kourou (ELA-1), Gujana Francuska
Ładunek: TDF-1; Uwagi: start udany
5. 27 stycznia 1989, 01:21 GMT; miejsce startu: kosmodrom Kourou (ELA-1), Gujana Francuska
Ładunek: Intelsat 3A F-15; Uwagi: start udany
6. 2 kwietnia 1989, 02:28 GMT; miejsce startu: kosmodrom Kourou (ELA-1), Gujana Francuska
Ładunek: Tele-X; Uwagi: start udany